# Гудке
Гудке — мелкое пресноводное озеро на севере Красноярского края, приблизительно в 70 километрах восточнее Норильска. Площадь озера — 14,7 км², площадь водосборного бассейна — 88,6 км².
Озеро вытянуто с запада на восток, длина озера — 9,5 км, ширина — 2,5 км. В восточной части от северного берега вглубь озера выдаётся полуостров длиной более километра.
Севернее озера находится гора Сундук, отделяющая его от озера Глубокое, южнее — горы Экэкой. К западу от Гудке непосредственно расположена Норильская долина, а в восточной части из озера вытекает река Гудке-Дапту, впадающая в Глубокое. Питание озера снеговое. Южный и восточный берега озера заболочены.

## Топографические карты
- Лист карты R-45-XXIII,XXIV Норильск. Масштаб: 1 : 200 000. Указать дату выпуска/состояния местности.
- Атлас «Норильск и окрестности», подготовлен по заказу ЦАГРЭ г. Норильска, гл. ред. А. Носков, масштаб 1:100 000, с. 49—50. Издание 1999 г.